# Okres Partizánske
Der Okres Partizánske ist ein Verwaltungsgebiet im Westen der Slowakei mit 43.201 Einwohnern (Stand 31. Dezember 2024) und einer Fläche von 301 km².
Historisch gesehen liegt der Bezirk zum größten Teil im ehemaligen Komitat Bars (Süden), ein kleiner Teil im Norden gehört zum ehemaligen Komitat Neutra (siehe auch Liste der historischen Komitate Ungarns).

## Bevölkerung
| Jahr                | 1994   | 2004    | 2014    | 2024    |
| ------------------- | ------ | ------- | ------- | ------- |
| Anzahl der Personen | 48.469 | 47.573  | 46.462  | 43.201  |
| Unterschied         |        | −1,84 % | −2,33 % | −7,01 % |

| Jahr                | 2023   | 2024    |
| ------------------- | ------ | ------- |
| Anzahl der Personen | 43.509 | 43.201  |
| Unterschied         |        | −0,70 % |

## Städte
- Partizánske

## Gemeinden
| - Bošany (Boschan) - Brodzany - Hradište - Chynorany - Ješkova Ves - Klátova Nová Ves (Stockneudorf) - Kolačno - Krásno | - Livina (Livina) - Livinské Opatovce (Livina-Opatowitz) - Malé Kršteňany (Kleinkresten) - Malé Uherce - Nadlice - Nedanovce (Nedanowetz) - Ostratice - Pažiť | - Skačany - Turčianky - Veľké Kršteňany (Großkresten) - Veľké Uherce (Großugerwitz) - Veľký Klíž - Žabokreky nad Nitrou |

Das Bezirksamt ist in Prievidza, eine Zweigstelle in Partizánske.

## Kultur
In dem Artikel Denkmalgeschützte Objekte im Okres Partizánske findet man Informationen über die vom slowakischen Denkmalamt geschützten Objekte im Okres.